# Flöha
Flöha è una città di 10 516 abitanti della Sassonia, in Germania.

Appartiene al circondario della Sassonia Centrale.
Flöha possiede lo status di "Grande città circondariale" (Große Kreisstadt).

## Storia
Il 1º ottobre 2011 venne aggregato alla città di Flöha il comune di Falkenau.